# László Ákos (hegedűművész)
László Ákos, Lőw (Nagyenyed, 1871. november 10. – Zürich, 1946) magyar hegedűművész, zeneszerző, zenei szakíró.

## Életpályája
1873-ban atyjával Szegedre költözött. 1888 elején mint 17 éves fiú a német nyelv ismerete nélkül utazott Berlinbe és ott tartózkodása alatt megtanulta a nyelvet. 1893-tól 1897-ig a királyi zenefőiskola növendéke volt, Emanuel Wirthnél tanult, majd Joseph Joachim tanítványa volt. 1898-tól egy berlini konzervatórium tanáraként működött. Lőw családi nevét Lászlóra változtatta.
Főként zenekari műveket írt. Írásai az Allgemeine Musikzeitungban és a Signale-ban jelentek meg. Két magyar vonatkozású könyvet is publikált németül. Zürichben hunyt el.

## Zeneművei (válogatás)
- op. 5 Ungarische Weisen für Violine mit Begleitung des Klaviers oder des Orchesters (Verlag: Bote & Bock, Berlin) [halott link]
- op. 9 Ungarischer Tanz (Klavier zu 2 Händen)
- op. 12 Zigeunerweisen pour violon avec accompagnement de piano [halott link]
- Menuette antice für Violine und Klavier (Verlag: Leipzig, Zürich, Gebrüder Hug & Co., c1923)
- Türkischer Marsch (grosses Orchester)

## Felvételei
- Ungarische Weisen

## Könyvei
- Aus meiner Heimat (1910)
- Ungarische Skizzen (1911)

## Fordítás
Ez a szócikk részben vagy egészben  az   Ákos László című német Wikipédia-szócikk fordításán alapul.  Az eredeti cikk szerkesztőit annak laptörténete sorolja fel. Ez a jelzés csupán a megfogalmazás eredetét és a szerzői jogokat jelzi, nem szolgál a cikkben szereplő információk forrásmegjelöléseként.